# Can Patllari (Vilobí d'Onyar)
Can Patllari és un edifici del municipi de Vilobí d'Onyar (Selva) orientat a sud-est, de tres plantes, vessants a laterals i cornisa catalana d'una sola filada de teules. Forma part de l'Inventari del Patrimoni Arquitectònic de Catalunya.

## Descripció
A la façana principal s'observa que la tercera planta, aixecada sobre la crugia central i a la dreta, probablement va ser una ampliació posterior, ja que mostra unes obertures simples. El portal és quadrangular amb una gran llinda monolítica que porta la inscripció "ANY 1710 JAUME VINYAS ME FEU". Les finestres de la planta baixa són quadrangulars de pedra i tenen reixa de ferro forjat de protecció. La de la dreta és molt més petita i correspon a les antigues quadres. Les del primer pis tenen llinda, brancals i ampit de pedra. Al parament es conserva encara un plafó ceràmic amb el text "Pueblo de Sn. Delmay Partido de Sta. Coloma de Farnes Provin de Gerona". Al mur lateral esquerre hi ha un rellotge de sol pintat i tres obertures simples. Al costat dret hi ha adossades les dependències de serveis i els porxos on hi ha el bestiar. A la part posterior hi ha adossat un cobert. A l'interior s'hi han fet algunes reformes però conserva l'estructura i molts dels elements originals.

## Història
Segons consta a la llinda la construcció va ser feta per Jaume Vinyas l'any 1710, però probablement hi havia un edifici anterior. El fet que es trobés a la vora de la carretera principal de comunicació de Santa Coloma de Farners amb Girona, que antigament passava a tocar d'aquest mas, va propiciar que durant una temporada fessin d'hostalers. La casa va ser comprada a Jaume Vinyas i Mafeu cap a 1838 i l'any 1987 era propietat de la família Patllari.